# Consejo Universitario
El Honorable Consejo Universitario es el máximo órgano de autoridad de la Universidad Nacional Autónoma de México, nace en 1910, el mismo año de la fundación de la universidad. Está integrado por el Rector, quien preside, los y las directoras de facultades, escuelas e institutos, representantes de investigadores, profesorado y alumnado, y un representante de los trabajadores. Tiene la responsabilidad de expedir normas y disposiciones generales de la Universidad.
El 80% de los consejeros universitarios son electos por sus comunidades, mediante el voto libre, secreto y directo. 

## Historia
El Consejo existe y ha fungido como la máxima autoridad desde la creación de la UNAM, estaba facultado para discutir y acoger las iniciativas sobre asuntos académicos y administrativos de la universidad.
En 1929 con la incorporación de la Ley Orgánica de la Universidad Nacional Autónoma se le asignó el carácter de suprema autoridad de la Institución, además se le asignó facultades resolutivas y reglamentarias, y se estableció la dinámica de pleno y comisiones.
En 1933 con una actualización de la ley orgánica el rector se convierte en el líder de la Universidad, y es el Consejo Universitario quien lo designación sin la intervención del presidente de la república.

## Composición
Se compone por 338 consejeros:
- Rector (Presidente del H. Consejo Universitario): 1
- Secretario General* (Secretario del H. Consejo Universitario)
- Ex - Oficio: 68
- Alumnos de bachillerato: 16
- Alumnos de escuelas y facultades: 66
- Alumnos de los programas de posgrado: 12
- Profesores de bachillerato: 12
- Profesores de escuelas y facultades: 66
- Académicos de los centros de extensión: 2
- Académicos de dependencias administrativas: 4
- Técnicos académicos: 10
- Investigadores de institutos: 70
- Investigadores de centros: 4
- Representantes del personal administrativo: 7.

Los y las consejeras integran, al menos, una comisión de las siguientes: 
1. Comisión de Difusión Cultural
2. Comisión de Honor
3. Comisión de Incorporación y Revalidación de Estudios y de Títulos y Grados
4. Comisión del Mérito Universitario
5. Comisión de Presupuestos
6. Comisión de Legislación Universitaria
7. Comisión de Trabajo Académico
8. Comisión de Vigilancia Administrativa
9. Comisiones especiales
10. Comisión Especial Electoral
11. Comisión Especial de Seguridad
12. Comisión Especial de Igualdad de Género.[7]